# Bart Tammeling
Barend Pieter Tammeling (Groningen, 1934 - aldaar, 19 maart 1993) was een Nederlands journalist, columnist-commentator en auteur.
Geboren en getogen in de stad Groningen, werd hij wel de "peetvader van de journalistiek in Groningen" genoemd.
Tammeling begon zijn journalistieke carrière bij de lokale kranten Ons Noorden en de Nieuwe Provinciale Groninger Courant. In 1965 stichtte hij Persbureau Tammeling en leverde hiermee bijdragen aan onder andere Trouw, het ANP en het NOS Journaal.
Als hoofdredacteur maakte hij een succes van het huis-aan-huisblad De Groninger Gezinsbode. Hij schreef columns in onder andere de Winschoter Courant, het Groninger Dagblad Stad en de Leeuwarder Courant.
Tammeling schreef talrijke gedenkboeken en een standaardwerk over de kranten in Groningen en Drenthe getiteld De krant bekeken (1988).
- International Standard Name Identifier: 0000 0003 8537 8012
- Library of Congress Control Number: n81017998
- Nederlandse Thesaurus van Auteursnamen: 069407258
- Système universitaire de documentation: 184571979
- Virtual International Authority File: 208451213
- WorldCat: E39PBJfX3wYcRgDHmQPfHpBkjC